# جيسبر سكيبي
جيسبر سكيبي (بالدنماركية: Jesper Skibby)‏ مواليد 21 مارس 1964 في سيلكيبورج، هو دراج دانمركي سابق في صنف سباق الدراجات على الطريق. سبق أن شارك في دورة الألعاب الأولمبية الصيفية.

## سجل النتائج

### سباقات أو مراحل فاز بها
- طواف فرنسا
- طواف إسبانيا
- طواف إيطاليا

## وصلات خارجية
- الموقع الرسمي

## روابط خارجية
- جيسبر سكيبي على موقع أرشيف الدراجات (الإنجليزية)
- جيسبر سكيبي على موقع إحصائيات الدراجات الإحترافية (الإنجليزية)
- جيسبر سكيبي على موقع CycleBase (الإنجليزية)
- جيسبر سكيبي على موقع اللجنة الأولمبية الدولية (الإنجليزية)
- جيسبر سكيبي على موقع أوليمبيديا (الإنجليزية)